# والنتینا فلوچیر
والنتینا فلوچیر (به انگلیسی: Valentina Fluchaire)(زاده ۱ ژوئیهٔ ۱۹۹۴) ملکه زیبایی و مدل مکزیکی است. او برنده مسابقه دوشیزه ملکه بین‌المللی در سال ۲۰۲۰ شد.
او یک زن ترنس است.